# Corrado I di Polonia
Corrado I di Polonia (in polacco:  Konrad I Mazowiecki; 1187 – 1247) è stato il sesto duca di Masovia dal 1200 fino alla morte e granduca di Polonia dal 1229 al 1232 e dal 1241 al 1243.
Durante la sua vita si trovò coinvolto nelle dispute con altri parenti per il titolo di Granduca di Polonia, che garantiva il dominio dei vari ducati (tra cui quello di Masovia) ma anche nel conflitto con le popolazioni pagane prussiane che vivevano sulle coste baltiche e che coinvolse l'Ordine teutonico.

## Biografia
Corrado era l'ultimo figlio di Casimiro II (1138 – 1194) detto "il Giusto" che era stato granduca di Polonia dal 1177 al 1194 e di Elena di Znojmo (c. 1141 – 1202/1206), principessa boema, della dinastia dei Přemyslidi.
Dopo la morte di suo padre nel 1194, Corrado fu allevato da sua madre, che agì per alcuni anni come reggente del ducato di Masovia. Verso la fine del XII secolo Corrado ricevette la Masovia e nel 1205 anche le terre adiacenti della Cuiavia.

### Il conflitto con i Prussiani
Nel tentativo di allargare i suoi domini, Corrado tentò senza successo di conquistare le adiacenti terre pagane di Chełmno, nella regione abitata dai prussiani durante una crociata del 1209 con il consenso di Papa Innocenzo III. Nel 1215, il monaco Cristiano di Oliwa fu nominato vescovo missionario tra gli antichi prussiani, ma la sua residenza a Chełmno fu devastata dalle forze prussiane l'anno successivo. Diverse altre campagne nel 1219 e 1222 fallirono, mentre Corrado sollevava una disputa di confine a lungo termine con le tribù prussiane.
Ai tentativi del duca di conquistare la Prussia fu data risposta da incursioni oltre i confini delle sue terre masoviane, mentre i prussiani stavano riprendendo il controllo sulla Zona di Chełmno e minacciarono persino la residenza di Corrado al castello di Płock. Sottoposto a continue incursioni prussiane ma attuando contro-incursioni, Corrado cercò di stabilizzare il nord del suo ducato di Masovia in questo combattimento sulla zona di confine di Chełmno.
Nel 1226 Corrado arruolò l'Ordine Teutonico per proteggere la Masovia e per convertire i prussiani al Cristianesimo. I cavalieri avevano già sostenuto il Regno di Ungheria nella lotta contro il popolo dei Cumani dal 1211 al 1225 ma quando dissero che l'Ordine era, in primo luogo, responsabile nei confronti del papa, i Cavalieri furono espulsi dal re ungherese Andrea II. Di conseguenza, il Gran Maestro Herman di Salza voleva che i suoi diritti nei confronti di Corrado fossero chiariti in anticipo, mediante un accordo che doveva essere confermato dal Sacro Romano Impero e dalla Curia Romana. Inizialmente Corrado volle essere prudente nei confronti delle pretese dell'Ordine e guidò contro i prussiani le truppe dell'Ordine di Dobrzyń, costituito su suggerimento del vescovo Cristiano di Prussia (noto anche come Cristiano di Oliwa) nelle aree della odierna Polonia orientale.
In questa "crociata prussiana" Corrado fu nuovamente sconfitto. Presumibilmente in vista di un'imminente invasione prussiana, Corrado firmò il Trattato di Kruszwica nel 1230, con cui concedeva la Terra di Chełmno ai Cavalieri Teutonici. Con questa donazione Corrado stabilì il nucleo dello Stato dell'Ordine Teutonico. Tuttavia non si possiede questo documento(è noto solo per riferimenti ad esso presenti in altri documenti) e alcuni ritengono che non sia mai stato firmato e che l'Ordine lo abbia inventato .
Ad ogni modo i Cavalieri al comando di Hermann Balk attraversarono il fiume Vistola e presero possesso della Terra di Chełmno, erigendo il castello di Toruń (Thorn) nel 1231. Nel 1234, Papa Gregorio IX emise la Bolla d'oro di Rieti, confermando accordi precedenti con i Cavalieri Teutonici e affermando che la terra dell'Ordine era soggetta solo al Papa, e non era feudo di alcuno. Nel 1237, le terre dell'Ordine furono confiscate da Corrado ma la Terra di Chełmno costituì la base dello Stato Monastico dei Cavalieri Teutonici e la sua successiva conquista della Prussia orientale. Nei decenni successivi si acuì sempre maggiormente il dissidio tra l'Ordine e il Regno di Polonia.

### Le lotte per il titolo di Granduca
Corrado fu anche coinvolto nel conflitto sulla "Provincia del Senior" con suo cugino Ladislao III Laskonogi, duca della Grande Polonia (Piast anch'egli) e assunse il titolo di Granduca di Polonia nel 1229. Tuttavia il loro parente, il Duca Enrico I il Barbuto alla fine prevalse come Granduca a Cracovia nel 1232 e confinò nuovamente il dominio di Corrado alla regione della Masovia. Quando il figlio ed erede di Enrico, il Granduca Enrico II il Pio fu ucciso nella battaglia di Legnica del 1241, Corrado assunse ancora una volta il titolo del senior, ma dovette cedere alle rivendicazioni sollevate da suo nipote Boleslao V il Casto, figlio del fratello maggiore Leszek, due anni dopo.
Per quanto riguarda il ducato di Masovia-Cuiavia, nel 1231 Corrado I staccò la Cuiavia come ducato indipendente per il figlio Casimiro (1211-1267). Nel 1233 anche la parte settentrionale del ducato di Masovia fu separata dal resto della regione e offerta al figlio maggiore, Boleslao I (1208-1248), che riunì nuovamente nelle sue mani il ducato alla morte del padre nel 1247.

## Personalità
Lo storico britannico Norman Davies ne traccia il seguente profilo:
(Norman Davies, God's Playground A History of Poland: Volume 1: The Origins to 1795, p. 72)

## Matrimonio e discendenza
Corrado sposò Agafia di Rus ed ebbero dieci figli:
- Boleslao I di Masovia (c. 1210–17 aprile 1248), duca di Masovia (1247–1248)
- Casimiro I di Cuiavia (nato tra il 1210 e il 1213 – 14 dicembre 1267) principe di Cuiavia (1247–1267)
- Siemowit I di Masovia (c. 1213 – 24 giugno 1262), succedette al fratello maggiore come duca di Masovia (1248–1262)
- Eudoxia (1215–1240) - sposata al conte Breny I di Wettin
- Ludmila (nata prima del 1225), probabilmente una suora norbertina a Płock.
- Ziemomysł (nato tra il 1216 e il 4 luglio 1228 - morto tra il 10 luglio e il 18 settembre 1241)
- Salomea (nata tra il 1220 e il 1225 - morta dopo il 30 agosto 1268), probabilmente una monaca clarissa a Skała.
- Judith (nata tra il 1222 e il 1227 - 4 dicembre tra il 1257 e il 1263) - sposata a Miecislao II il Grasso, duca di Opole e poi a Enrico III il Bianco, duca di Slesia
- Dubrawka (c. 1230–1265)
- Mieszko (nato nel 1235), morto nell'infanzia

## Ascendenza
|                         |                     |                       | Genitori                      |  |  | Nonni |  |  | Bisnonni                   |  |  | Trisnonni             |  |
|                         |                     |                       |                               |  |  |       |  |  | Ladislao Herman di Polonia |  |  | Casimiro I di Polonia |  |
|                         |                     |                       |                               |  |  |       |  |  | Ladislao Herman di Polonia |  |  | Casimiro I di Polonia |  |
|                         |                     | Maria Dobronega       |                               |  |  |       |  |  | Ladislao Herman di Polonia |  |  |                       |  |
| Boleslao III di Polonia |                     |                       |                               |  |  |       |  |  | Ladislao Herman di Polonia |  |  |                       |  |
|                         |                     | Giuditta di Boemia    | Vratislao II di Boemia        |  |  |       |  |  |                            |  |  |                       |  |
|                         |                     | Giuditta di Boemia    | Vratislao II di Boemia        |  |  |       |  |  |                            |  |  |                       |  |
|                         |                     | Giuditta di Boemia    | Adelaide d'Ungheria           |  |  |       |  |  |                            |  |  |                       |  |
| Casimiro II di Polonia  |                     | Giuditta di Boemia    |                               |  |  |       |  |  |                            |  |  |                       |  |
|                         |                     | Enrico di Berg        | Poppone di Roggenstein e Berg |  |  |       |  |  |                            |  |  |                       |  |
|                         |                     | Enrico di Berg        | Poppone di Roggenstein e Berg |  |  |       |  |  |                            |  |  |                       |  |
|                         |                     | Enrico di Berg        | Sofia Arpad d'Ungheria        |  |  |       |  |  |                            |  |  |                       |  |
| Salomea di Berg         |                     | Enrico di Berg        |                               |  |  |       |  |  |                            |  |  |                       |  |
|                         |                     | Adelaide di Mochental | Diepoldo II di Vohburg        |  |  |       |  |  |                            |  |  |                       |  |
|                         |                     | Adelaide di Mochental | Diepoldo II di Vohburg        |  |  |       |  |  |                            |  |  |                       |  |
|                         |                     | Adelaide di Mochental | Liutgarda di Zähringen        |  |  |       |  |  |                            |  |  |                       |  |
| Corrado I di Polonia    |                     | Adelaide di Mochental |                               |  |  |       |  |  |                            |  |  |                       |  |
|                         | Liutpoldo di Znojmo | Corrado I di Boemia   |                               |  |  |       |  |  |                            |  |  |                       |  |
|                         | Liutpoldo di Znojmo | Corrado I di Boemia   |                               |  |  |       |  |  |                            |  |  |                       |  |
|                         | Liutpoldo di Znojmo | Wirpirk di Tengling   |                               |  |  |       |  |  |                            |  |  |                       |  |
| Corrado II di Znojmo    | Liutpoldo di Znojmo |                       |                               |  |  |       |  |  |                            |  |  |                       |  |
|                         |                     | Ida di Babenberg      | Leopoldo II di Babenberg      |  |  |       |  |  |                            |  |  |                       |  |
|                         |                     | Ida di Babenberg      | Leopoldo II di Babenberg      |  |  |       |  |  |                            |  |  |                       |  |
|                         |                     | Ida di Babenberg      | Ida di Formbach-Ratelnberg    |  |  |       |  |  |                            |  |  |                       |  |
| Elena di Znojmo         |                     | Ida di Babenberg      |                               |  |  |       |  |  |                            |  |  |                       |  |
|                         |                     | Uroš I di Serbia      | Vukan di Serbia               |  |  |       |  |  |                            |  |  |                       |  |
|                         |                     | Uroš I di Serbia      | Vukan di Serbia               |  |  |       |  |  |                            |  |  |                       |  |
|                         |                     | Uroš I di Serbia      | ?                             |  |  |       |  |  |                            |  |  |                       |  |
| Maria di Serbia         |                     | Uroš I di Serbia      |                               |  |  |       |  |  |                            |  |  |                       |  |
|                         |                     | Anna Diogene          | Constantino Diogene           |  |  |       |  |  |                            |  |  |                       |  |
|                         |                     | Anna Diogene          | Constantino Diogene           |  |  |       |  |  |                            |  |  |                       |  |
|                         |                     | Anna Diogene          | Teodora Comnena               |  |  |       |  |  |                            |  |  |                       |  |
|                         |                     | Anna Diogene          |                               |  |  |       |  |  |                            |  |  |                       |  |